# Alejandro Gómez Fuentenebro
Alejandro Gómez Fuentenebro y Ranera (Madrid, 26 de febrero de 1799-Madrid, 25 de octubre de 1865) fue un escritor, tipógrafo e impresor español.

## Biografía
Nació en Madrid el 26 de febrero de 1799. Niño todavía, hubo de dedicarse a la profesión de cajista a la que pertenecía su padre, y quedó como regente de la imprenta conocida con el nombre de Fuentenebro y Compañía. Heredó en 1821 el negocio y se afanó en mejorarlo. Además de a esa tarea, le dedicó tiempo también a escribir obras originales, entre las que se cuentan Manual de la juventud estudiosa, ó libro segundo de los niños (1841), Elementos de geografía política antigua y moderna de España (1845), Compendio de la Historia de España (1845), España geográfica, estadística y administrativa (1858), El director de la niñez (1859), Manual de la juventud estudiosa, Elementos de historia y cronología de España, Coleccion de trozos escogidos de los mejores hablistas castellanos, en prosa y verso, Manual de historia universal, ó resúmen histórico de los principales Estados de Europa, Asia, Africa y Oceanía y Epítome de la historia de España.
Antonio Esteban del Olmo pergeñó una breve reseña biográfica de su persona en La tipografía y los tipógrafos y esbozó, entre otras, las siguientes pinceladas:

En extremo laborioso, dedicaba sus ratos de ócio á la composicion de diferentes obras, todas las cuales han visto la luz pública, y merecido la mejor acogida. Su extraordinaria aficion á la lectura llegó á hacerle cegar en sus últimos años, á pesar de lo cual mandaba que le leyeran algun libro, indicando las notas que se debian tomar para la correccion de sus obras.
(Esteban del Olmo, 1880, p. 85)

Falleció en Madrid el 25 de octubre de 1865.